# No Reply at All
Singles de Genesis
Abacab Keep It Dark
No Reply at All est un single de Genesis extrait de l'album Abacab, sorti le 9 septembre 1981.

## Composition
Cette chanson, tout comme celle de Phil Collins I Missed Again (enregistrée à peu près au même moment) de son album solo Face Value, utilise une section de cuivres, arrangée par Tom Tom 84 (c.-à-d. Thomas Washington, arrangeur pour Earth, Wind and Fire) et joué par les Phenix Horns, crédités sur la chanson comme Earth, Wind & Fire Horns. La chanson marque un pas vers la direction pop mainstream que Genesis prenait à l'époque, mais elle contient encore des éléments de leur passé : des riffs de basse complexes et mélodiques et une technique cross-hand sur un Prophet 5, similaire au style utilisé pour l'intro de la pièce The Lamb Lies Down on Broadway. C'est Phil Collins qui a proposé de réutiliser pour la première fois les cuivres sur cette chanson de Genesis, ce qui a désorienté certains fans, habitués au son rock progressif du groupe.
La chanson a été beaucoup critiquée. Lorsque Genesis l'a jouée lors d'un concert à Leyde, aux Pays-Bas, le 3 octobre 1981, le groupe a été hué[réf. nécessaire]. Le manque de popularité de la chanson l'a exclu de la compilation Platinum Collection pour la remplacer par Keep It Dark, chanson moins connue mais qui est beaucoup plus dans la veine Genesis.

## Classements
La chanson a figuré à la deuxième place dans le classement U.S. Mainstream Rock, no 28 dans le Top 100, et a été no 44 au Canada.
La chanson a été publiée en tant que deuxième single de l'album Abacab aux États-Unis, et a atteint le Top 30 américain à l'automne de 1981.  No Reply at All a passé 18 semaines dans le Billboard Hot 100, soit plus qu'Invisible Touch, qui a passé seulement 17 semaines dans les charts.

## Reprises
La chanson a été interprétée en direct par Phish en hommage à Genesis lors de la cérémonie d'intronisation du Rock and Roll Hall of Fame en 2010. Phish a également joué Watcher of the Skies ce soir-là. Tony Banks et Phil Collins diront plus tard pendant la cérémonie que la chanson No Reply at All n'était pas aussi bonne live, surtout sans les cuivres[réf. nécessaire].

## Vidéo-clip
Le clip ne présente que le groupe. Les caméras tournent autour des trois musiciens jouant leurs rôles dans un cadre de répétition. Lorsque la partie des cuivres arrive, la caméra passe à un plan différent du groupe — portant des chapeaux, des lunettes de soleil et des vestes pour dissimuler leur identité — prétendant être les musiciens jouant les cuivres.

## Musiciens
- Phil Collins : Batterie, chant
- Tony Banks : piano électrique Yamaha CP-70, Prophet 5
- Mike Rutherford : Basse

- Phenix Horns : Cuivres :
  - Don Myrick : Saxophone
  - Louis Satterfield : Trombone
  - Rahmlee Michael Davis : Trompette
  - Michael Harris : Trompette